# دانشگاه دفاع ملی کره
دانشگاه دفاع ملی کره (انگلیسی: Korea National Defense University) یک دانشگاه نظامی واقع در شهر ننسان، کره جنوبی است. این دانشگاه در سال ۱۹۵۵ تأسیس شد و فرم کنونی آن در سال ۲۰۰۰ تشکیل شد. این دانشگاه از زمان تأسیس تا زمان انتقال به ننسان در سال ۲۰۱۷ در سئول واقع شده بود. افسران و فرماندهان نیروهای مسلح کره جنوبی برای دریافت مدرک دکتری، باید از این دانشگاه فارغ‌التحصیل شوند.